# Plogoff

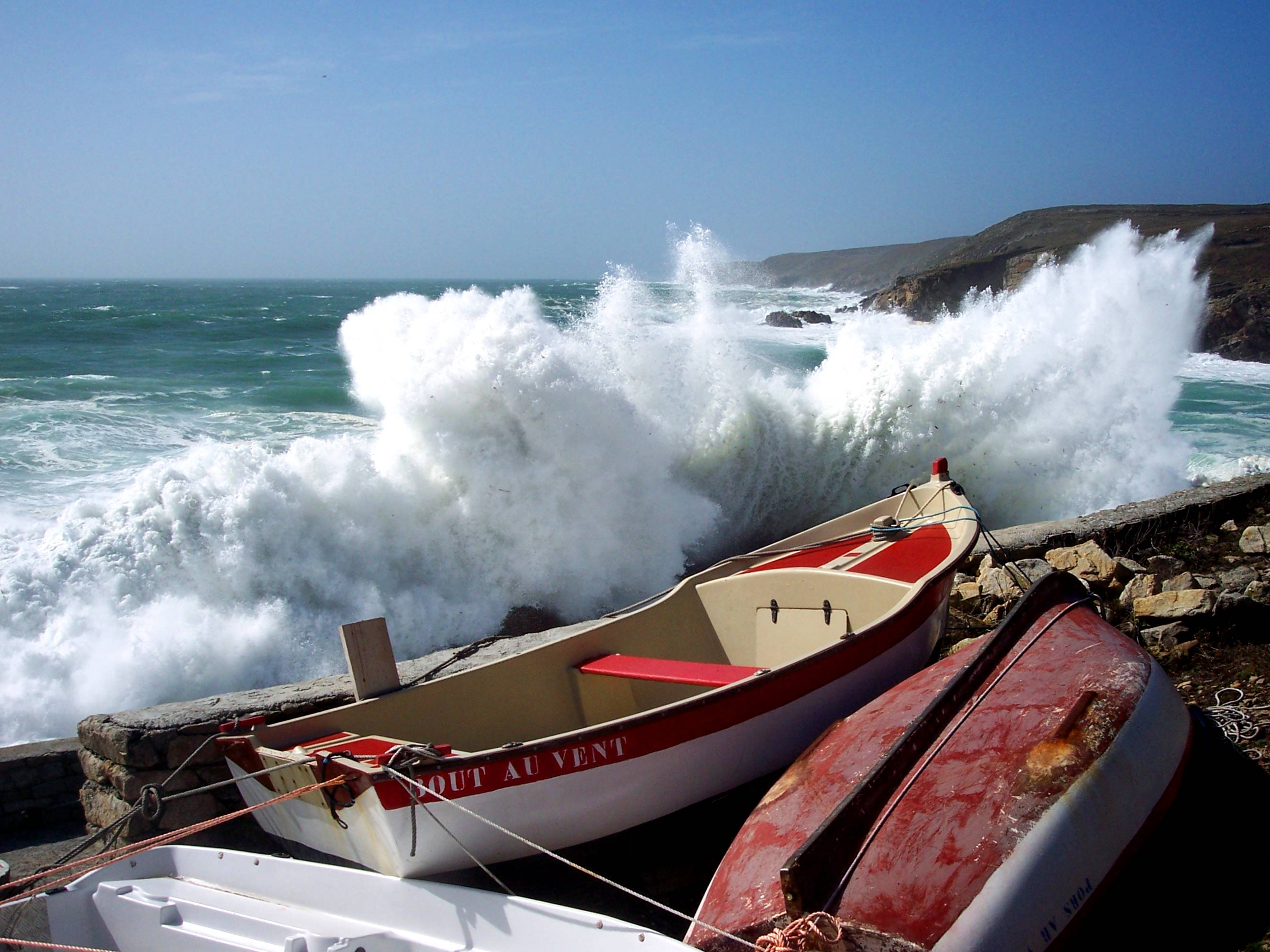
Sztorm w Plogoff (Pors-Loubous)

Plogoff (bret. Plougoñ) – miejscowość i gmina we Francji, w regionie Bretania, w departamencie Finistère.
Według danych na rok 1990 gminę zamieszkiwały 1902 osoby, a gęstość zaludnienia wynosiła 162 osoby/km² (wśród 1269 gmin Bretanii Plogoff plasuje się na 332. miejscu pod względem liczby ludności, natomiast pod względem powierzchni na miejscu 774.).